# Berghotel Kasern
Koordinaten: 47° 3′ 2″ N, 12° 7′ 39,7″ O

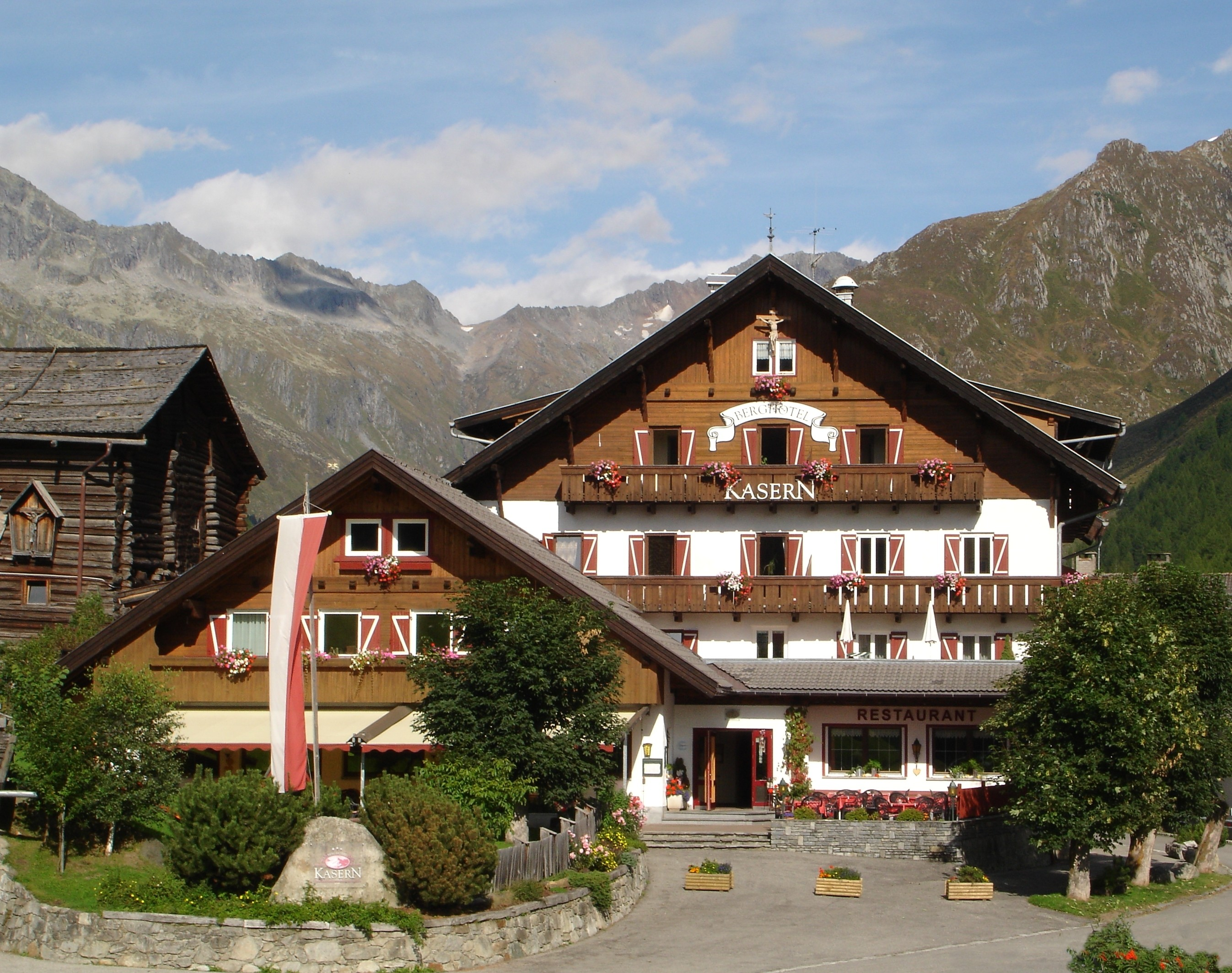
Berghotel Kasern 2011

Berghotel Kasern vor 1900

Das Berghotel Kasern ist ein Beherbergungsbetrieb in Kasern in der Gemeinde Prettau in Südtirol. Das Gebäude befindet sich nahe dem Talschluss des Ahrntals. Seine Vorgängerbauten stellten den Urhof im Gebiet dar und gaben dem Ort seinen Namen.

## Geschichte
Das Ahrntaler Tauernhaus, später Rasthaus Kasern, gab schon in früheren Zeit Händlern und Reisenden Unterkunft, welche über den Tauernübergang (Birnlücke (2665 m) und Krimmler Tauern (2634 m)) zogen. Möglicherweise überquerten auch die deutschen Kaiser Heinrich II. im Jahr 1014 und Konrad II. 1027 den Tauern. Ebenso wird vermutet, dass im Januar 1363 Herzog Rudolf IV. von Österreich und Kärnten in höchster Eile diesen Übergang benutzte, um sich den Erwerb des Landes Tirol von Margarethe Maultasch zu sichern.
Ab dem 14. Jahrhundert diente das Rasthaus Kasern auch als Versammlungsort für die Bergknappen des aufblühenden Kupferbergwerks zu Prettau, die originale Kaserer „Knappenstube“ steht heute im Museum „Ferdinandeum“ in Innsbruck.
Erstmals wurde Kasern in etwa im Jahre 1320 im „Landesfürstlichen Urbar“ als Schwaighof urkundlich erwähnt: „Abgaben Probstei Ahrn: Der Hof ze Chesern drey hundert chese, vier ellen Grawes tuches, ain lamp, ain chitz, und geit man im ainen mutte gersten. Und ist semerchen, daz ie dev swaige, dev vor geschriben ist, geit ain smaltz, daz vier Schillinge wert ist“.
Im Jahre 1609 wird dem „Kasr am Taurn“ (Besitzer von Kasern) vom landesfürstlichen Urbaramt in Sand in Taufers der Brunnwald am Trinkstein einverleibt. Dafür musste er an schlecht ausgerüstete Tourengeher Mützen, Handschuhe, Seile und ähnliches verleihen, welche diese Gegenstände im Krimmler Tauernhaus, jenseits des Krimmler Tauern, abgaben. Auf umgekehrtem Weg kamen die Ausrüstungsgegenstände wieder zurück nach Kasern.
Der später entstandene Ort Kasern hat seinen Namen vom  Rasthaus übernommen.
Der Name Kasern dürfte sich aus dem althochdeutschen „Chasarum“ herleiten lassen, was nichts anderes als Almhütte bedeutet. Heute bietet Kasern, am Nordwestrand des Naturparks Rieserferner-Ahrn gelegen, „neuen Gästen“ wie Skitourengehern, Langläufern und Bergwanderern Unterkunft.

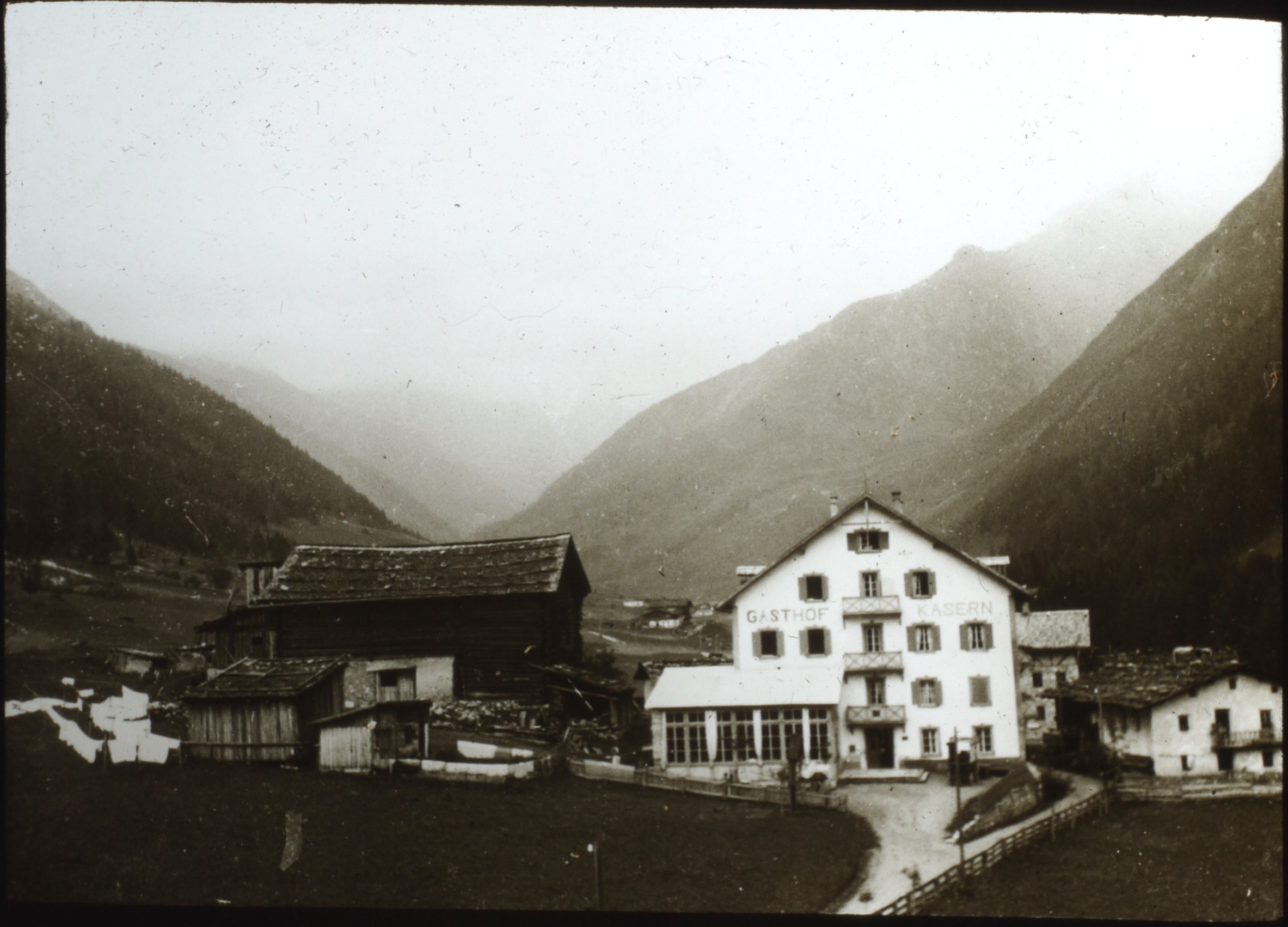
Berghof Kasern (1912)